# 강변로 (강릉시)
강변로(Gangbyeon-ro)는 강원특별자치도 강릉시 내곡동 에서 강릉시 성덕동을 잇는 강원특별자치도의 도로이다.

## 주요 경유지
강원특별자치도
- 강릉시 (내곡동 . 강남동 . 성덕동)

## 노선
| 이름                          | 접속 노선            | 소재지 | 소재지 | 비고 |
| ----------------------------- | -------------------- | ------ | ------ | ---- |
| (이름없음)                    | 회산로               | 강릉시 | 내곡동 |      |
| 회신1교                       |                      | 강릉시 | 내곡동 |      |
| 내곡교사거리                  | 홍제로 강변로172번길 | 강릉시 | 내곡동 |      |
| 남산교사거리                  | 임영로               | 강릉시 | 강남동 |      |
| 강릉교사거리                  | 율곡로               | 강릉시 | 강남동 |      |
| 월드컵교사거리 (입암지하차도) | 용지로               | 강릉시 | 성덕동 |      |
| 포남교사거리                  | 성덕포남로           | 강릉시 | 성덕동 |      |
| (이름없음)                    | 성덕로               | 강릉시 | 성덕동 |      |

## 주요 건물 및 시설
- CU 강릉입암강변로점 (강변로 366/입암동 639-85)
- 한국타이어 T스테이션 강릉강남점 (강변로 374/입암동 638-8)
- S-OIL 동아가스 (강변로 548/입암동 21-42)